# 由利本荘市立矢島中学校
由利本荘市立矢島中学校（ゆりほんじょうしりつやしまちゅうがっこう）は秋田県由利本荘市矢島町七日町にある市立中学校。

## 概要
1947年（昭和22年）矢島町立矢島中学校として開校した。開校以来1958年（昭和33年）に新校舎が竣工するまで、矢島町立矢島小学校（現・由利本荘市立矢島小学校）の校舎の一部を借りて授業を行っており、同小学校と共通の校章にその名残があるとされる。2005年（平成17年）の由利本荘市発足にともない矢島町立矢島中学校から由利本荘市立矢島中学校の現校名へと改称された。2009年（平成21年）3月に新校舎が竣工しているが、これは秋田県立矢島高等学校と棟続きの同一の建物であり（矢島中学校は建物正面左側、矢島高校は建物正面右側）同年4月から中高連携校として新たに開校している。県立高等学校と市立の中学校が一体型校舎で連携するのは全国初の事例であるとされる。中高連携の共通テーマとして、立・錬・情が掲げられている。また、2024年（令和6年）4月には、矢島小学校が付近に移転し、県立高等学校と市立の小中学校が一体型校舎で連携するのは全国初の事例である。

## 施設概要
- 所在地　秋田県由利本荘市矢島町七日町字助の渕1-4
- 建築面積　約4,500 m2[1]
- 延床面積　約6,053 m2[2]

## 沿革
- 1947年（昭和22年）5月1日 - 矢島町立矢島中学校開校。開校当初は矢島町立矢島小学校の校舎の一部を使用していた。
- 1957年（昭和32年）3月31日 - 新校舎第一期工事竣工。
- 1958年（昭和33年）3月31日 - 新校舎第二期工事竣工、同年6月12日までに新校舎に完全移転する。
- 1959年（昭和34年）5月31日 - 体育館竣工。
- 1968年（昭和43年）4月1日 - 特殊学級を設置。
- 1969年（昭和44年）3月22日 - 冬季寄宿舎竣工[3]、1999年（平成11年）の冬まで使用された。
- 1975年（昭和50年）6月30日 - プール竣工。
- 1976年（昭和51年）11月14日 - 校舎改築工事着手。
- 1977年（昭和52年）10月6日 - 30周年記念式典挙行、高山植物園の造成（同窓会より寄贈）
- 1978年（昭和53年）11月25日 - 温水暖房工事完了。
- 1980年（昭和55年）8月10日 - テニスコート造成。
- 1987年（昭和62年）11月8日 - 創立40周年記念式典挙行。
- 1991年（平成3年）12月 - コンピューター室完工。
- 1996年（平成8年）4月5日 - 完全給食開始。
- 1997年（平成9年）11月9日 - 創立50周年記念式典挙行。
- 1999年（平成11年）11月 - 香川県高松市城内中学校と交流。
- 2000年（平成12年）7月 - 寄宿舎解体。
- 2002年（平成14年）4月1日 - 2学期制を施行。
- 2005年（平成17年）3月22日 - 由利本荘市発足にともない矢島町立矢島中学校から由利本荘市立矢島中学校へと改称。
- 2007年（平成19年）10月20日 - 創立60周年記念式典挙行。
- 2008年（平成20年）3月14日 - 矢島中高連携校竣工記念式典。
- 2009年（平成21年）1月19日 - 新校舎落成式。
- 2010年（平成22年）10月 - ボランティア・スピリット賞受賞。
- 2011年（平成23年）9月29日 - 「東証の森」合同講演会開催。
- 2014年（平成26年）
  - 2月8日 - 香川県丸亀市友好都市締結事業参加。
  - 8月23日 - 女子卓球部 全国中学校卓球大会 出場。
- 2015年（平成27年）2月1日 - コミュニティ・スクール指定。
- 2016年（平成28年）4月1日 - いのちの教育あったかエリア事業指定。
- 2017年（平成29年）10月21日 - 創立70周年記念式典 講演 祝賀会[4]。
- 2019年（令和元年）10月16日 - 中高連携10周年記念講演会。
- 2021年（令和3年）8月22日 - 全国中学校剣道大会　男子個人第3位。
- 2023年（令和5年）12月9日 - 科学の甲子園ジュニア全国大会出場。

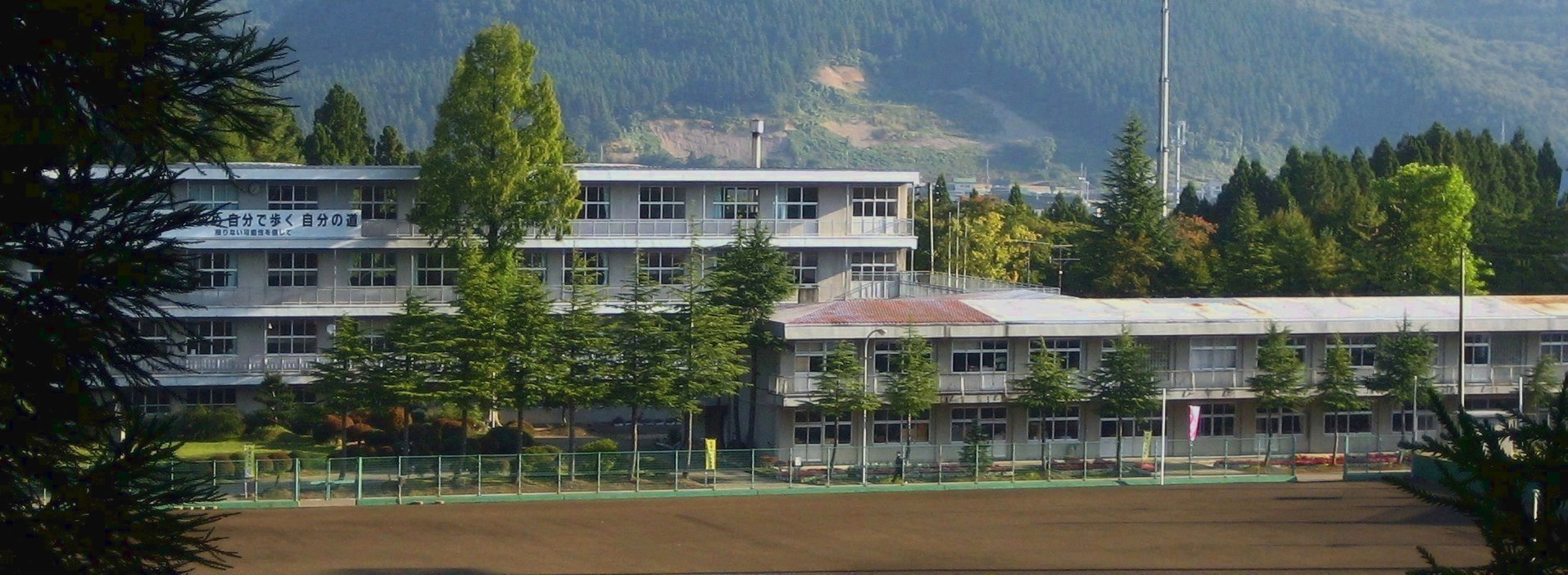
旧校舎（2007年10月）

## 校歌
作詞・作曲：斎藤佳三

## 生徒数・学級数
| 年度                      | 男子 | 女子 | 計  | 増減 | 学級数 | 増減 | 備考           | 出典          |
| ------------------------- | ---- | ---- | --- | ---- | ------ | ---- | -------------- | ------------- |
| 1949（昭和24）年度        | 376  | 375  | 751 |      | 14     |      |                | [ 7 ]         |
| 1955（昭和30）年度        | 392  | 354  | 746 | -5   | 15     | +1   |                | [ 8 ]         |
| 1958（昭和33）年度        | 298  | 287  | 585 | -161 | 13     | -2   |                | [ 9 ]         |
| 1959（昭和34）年度        | 312  | 332  | 644 | +59  | 13     | 0    |                | [ 10 ]        |
| 1960（昭和35）年度        | 433  | 443  | 676 | +32  | 17     | +4   |                | [ 11 ]        |
| 1961（昭和36）年度        | 433  | 443  | 676 | 0    | 17     | 0    |                | [ 12 ]        |
| 1962（昭和37）年度        | 不明 | 不明 | 922 | +276 | 19     | +2   |                | [ 13 ]        |
| 1963（昭和38）年度        | 不明 | 不明 | 902 | -20  | 19     | 0    |                | [ 14 ]        |
| 1964（昭和39）年度        | 不明 | 不明 | 480 | -422 | 19     | 0    |                | [ 15 ]        |
| 1965（昭和40）年度        | 不明 | 不明 | 835 | +355 | 19     | 0    |                | [ 16 ]        |
| 1966（昭和41）年度        | 不明 | 不明 | 775 | -60  | 18     | -1   |                | [ 17 ]        |
| 1967（昭和42）年度        | 不明 | 不明 | 753 | -22  | 18     | 0    |                | [ 18 ]        |
| 1968（昭和43）年度        | 不明 | 不明 | 700 | -53  | 18     | 0    |                | [ 19 ]        |
| 1969（昭和44）年度        | 不明 | 不明 | 648 | -52  | 18     | 0    |                | [ 20 ]        |
| 1970（昭和45）年度        | 不明 | 不明 | 580 | -68  | 16     | -2   |                | [ 21 ]        |
| 1971（昭和46）年度        | 不明 | 不明 | 517 | -63  | 15     | -1   |                | [ 22 ]        |
| 1972（昭和47）年度        | 不明 | 不明 | 486 | -21  | 13     | -2   |                | [ 23 ]        |
| 1973（昭和48）年度        | 不明 | 不明 | 470 | -16  | 13     | 0    |                | [ 24 ]        |
| 1974（昭和49）年度        | 不明 | 不明 | 451 | -19  | 13     | 0    |                | [ 25 ]        |
| 1975（昭和50）年度        | 不明 | 不明 | 431 | -20  | 13     | 0    |                | [ 26 ] [ 27 ] |
| 1976（昭和51）年度        | 不明 | 不明 | 410 | -21  | 12     | -1   |                | [ 28 ]        |
| 1977（昭和52）年度        | 不明 | 不明 | 383 | -27  | 11     | -1   |                | [ 29 ]        |
| 1978（昭和53）年度        | 不明 | 不明 | 332 | -51  | 10     | -1   |                | [ 30 ] [ 31 ] |
| 1979（昭和54）年度        | 不明 | 不明 | 302 | -30  | 9      | -1   |                | [ 32 ] [ 33 ] |
| 1980（昭和55）年度        | 不明 | 不明 | 291 | -11  | 不明   | 不明 |                | [ 34 ]        |
| 1981（昭和56）年度        | 不明 | 不明 | 298 | +7   | 10     |      |                | [ 35 ] [ 36 ] |
| 1982（昭和57）年度        | 不明 | 不明 | 299 | +1   | 10     | 0    |                | [ 37 ] [ 38 ] |
| 1983（昭和58）年度        | 不明 | 不明 | 287 | -12  | 9      | -1   |                | [ 39 ] [ 40 ] |
| 1984（昭和59）年度        | 不明 | 不明 | 290 | +3   | 10     | +1   |                | [ 41 ] [ 42 ] |
| 1985（昭和60）年度        | 不明 | 不明 | 290 | 0    | 9      | -1   |                | [ 43 ]        |
| 1994（平成6）年度         | 135  | 139  | 274 | -16  | 8      | -1   |                | [ 44 ]        |
| 1995（平成7）年度         | 不明 | 不明 | 253 | -21  | 7      | -1   |                | [ 44 ]        |
| 1996（平成8）年度         | 不明 | 不明 | 259 | +6   | 8      | +1   |                | [ 44 ]        |
| 1997（平成9）年度         | 不明 | 不明 | 247 | -12  | 8      | 0    | 創立50周年     | [ 44 ]        |
| 1998（平成10）年度        | 不明 | 不明 | 252 | +5   | 9      | +1   |                | [ 44 ]        |
| 1999（平成11）年度        | 132  | 124  | 256 | +4   | 9      | 0    |                | [ 44 ]        |
| 2000（平成12）年度        | 133  | 120  | 253 | -3   | 9      | 0    |                | [ 44 ]        |
| 2001（平成13）年度        | 129  | 96   | 225 | -28  | 9      | 0    |                | [ 44 ]        |
| 2002（平成14）年度        | 131  | 85   | 216 | -9   | 9      | 0    |                | [ 44 ]        |
| 2003（平成15）年度        | 122  | 78   | 200 | -16  | 7      | -2   |                | [ 45 ]        |
| 2004（平成16）年度        | 119  | 95   | 214 | +14  | 7      | 0    |                | [ 46 ]        |
| 2005（平成17）年度        | 95   | 85   | 180 | -34  | 7      | 0    | 由利本荘市誕生 | [ 47 ]        |
| 2006（平成18）年度        | 90   | 80   | 170 | -10  | 6      | -1   |                | [ 48 ]        |
| 2007（平成19）年度        | 74   | 71   | 145 | -25  | 6      | 0    | 創立60周年     | [ 49 ]        |
| 2008（平成20）年度        | 76   | 72   | 148 | +3   | 6      | 0    |                | [ 50 ]        |
| 2009（平成21）年度        | 57   | 61   | 128 | -20  | 6      | 0    | 新校舎落成     | [ 51 ]        |
| 2010（平成22）年度        | 58   | 59   | 117 | -11  | 6      | 0    |                | [ 52 ]        |
| 2011（平成23）年度        | 55   | 61   | 116 | -1   | 5      | -1   |                | [ 53 ]        |
| 2012（平成24）年度        | 49   | 63   | 112 | -4   | 5      | 0    |                | [ 54 ]        |
| 2013（平成25）年度        | 51   | 53   | 104 | -8   | 5      | 0    |                | [ 55 ]        |
| 2014（平成26）年度        | 52   | 44   | 96  | -8   | 4      | -1   |                | [ 56 ]        |
| 2015（平成27）年度        | 65   | 45   | 110 | +14  | 5      | +1   |                | [ 57 ]        |
| 2016（平成28）年度        | 60   | 47   | 107 | -3   | 4      | -1   |                | [ 58 ]        |
| 2017（平成29）年度        | 51   | 55   | 106 | -1   | 4      | 0    | 創立70周年     | [ 59 ]        |
| 2018（平成30）年度        | 40   | 48   | 88  | -18  | 3      | -1   |                | [ 60 ]        |
| 2019（平成31/令和元）年度 | 41   | 45   | 86  | -2   | 4      | +1   |                | [ 61 ]        |
| 2020（令和2）年度         | 43   | 45   | 88  | +2   | 3      | -1   |                | [ 62 ]        |
| 2021（令和3）年度         | 53   | 39   | 92  | +4   | 3      | 0    |                | [ 63 ]        |
| 2022（令和4）年度         | 50   | 35   | 85  | -7   | 3      | 0    |                | [ 64 ]        |
| 2023（令和5）年度         | 49   | 23   | 72  | -13  | 4      | +1   |                | [ 65 ]        |
| 2024（令和6）年度         | 41   | 30   | 71  | -1   | 3      | -1   |                | [ 66 ]        |
| 2025（令和7）年度         | 34   | 32   | 66  | -5   | 5      | +2   |                | [ 67 ]        |

## 出身著名人
- 大川きょう子 - 大川隆法の前妻（2年次の夏に秋田大学教育学部附属中学校に編入）

## 参考資料
1. ↑  矢島中学校改築事業（3ページ目） - 由利本荘市 2013年1月23日閲覧。（ウェブアーカイブ）
2. ↑  広報ゆりほんじょうNO.97 2009（平成21年）4月1日号 - 由利本荘市 2023年1月23日閲覧。
3. ↑  「辺地の生徒も大喜び 立派な寄宿舎できる 矢島中学」『秋田魁新報』1969年1月22日、夕刊、2面。
4. ↑  “矢島、西目、本荘北中学校が「創立70周年記念式典」開く” (PDF). 広報「ゆりほんじょう」. No. 305. 1 December 2017. pp. 2–3. 2025年2月23日閲覧.
5. ↑  “学校経営の基調”.   由利本荘市. 2024年9月11日閲覧。
6. ↑  “校歌 ｜ 由利本荘市立矢島中学校”. edu2.city.yurihonjo.lg.jp. 2024年9月11日閲覧。
7. ↑  日教組編集部 編『全国学校名鑑 昭和25年版』文化研究社、1950年6月1日、30頁。doi:10.11501/3033164。
8. ↑  文化研究社編集部 編『全国学校名鑑 昭和31年版』文化研究社、1956年5月25日、39頁。doi:10.11501/3032777。
9. ↑  『全国学校総覧』東京教育研究所、1959年3月15日、259頁。doi:10.11501/3043681。
10. ↑  『全国学校総覧 昭和35年版』東京教育研究所、1960年1月30日。doi:10.11501/3040991。
11. ↑  文化研究社編集部 編『全国学校総覧 昭和36年版』文化研究社、1961年3月30日、41頁。doi:10.11501/3043685。
12. ↑  文化研究社編集部 編『全国学校総覧 昭和37年版』文化研究社、1962年4月10日、38頁。doi:10.11501/3043687。
13. ↑  文化研究社編集部 編『全国学校総覧 昭和38年版』文化研究社、1963年4月10日、43頁。doi:10.11501/3043688。
14. ↑  文化研究社編集部 編『全国学校総覧 昭和39年版』文化研究社、1964年4月1日、43頁。doi:10.11501/3043689。
15. ↑  文化研究社編集部 編『全国学校総覧 昭和40年版』文化研究社、1965年3月10日、43頁。doi:10.11501/3043690。
16. ↑  文化研究社編集部 編『全国学校総覧 昭和41年版』文化研究社、43頁。doi:10.11501/3043691。
17. ↑  文化研究社編集部 編『全国学校総覧 昭和42年版』文化研究社、1967年2月20日、43頁。doi:10.11501/3043692。
18. ↑  文化研究社編集部 編『全国学校総覧 昭和43年版』文化研究社、1968年1月20日、43頁。doi:10.11501/3043693。
19. ↑  文化研究社編集部 編『全国学校総覧 昭和44年版』文化研究社、1969年2月15日、43頁。doi:10.11501/9528544。
20. ↑  文化研究社編集部 編『全国学校総覧 昭和45年版』文化研究社、1970年2月1日、43頁。doi:10.11501/9528545。
21. ↑  文化研究社編集部 編『全国学校総覧 昭和46年版』文化研究社、43頁。doi:10.11501/12245606。
22. ↑  文化研究社編集部 編『全国学校総覧 昭和47年版』文化研究社、1972年2月1日、43頁。doi:10.11501/12246676。
23. ↑  『秋田魁年鑑 昭和48年版』秋田魁新報、1972年10月10日、477頁。doi:10.11501/9536069。000001211457。
24. ↑  文化研究社編集部 編『全国学校総覧 昭和49年版』文化研究社、1974年2月1日、43頁。doi:10.11501/12246885。
25. ↑  福武書店 編『全国学校総覧 昭和50年版』福武書店、1974年10月1日、437頁。doi:10.11501/12244266。
26. ↑  文化研究社 編『全国学校総覧 昭和51年版』文化研究社、291頁。doi:10.11501/12248213。
27. ↑  京野友二 編『秋田魁年鑑 昭和51年版』秋田魁新報社、1975年10月22日、449頁。doi:10.11501/9536071。000001211457。
28. ↑  『全国学校総覧 昭和52年版』福武書店、1976年10月10日、280頁。doi:10.11501/12242598。
29. ↑  『秋田魁年鑑 昭和53年版』秋田魁新報社、1977年10月25日、460頁。doi:10.11501/9538896。000001581346。
30. ↑  『全国学校総覧 昭和54年版』東京教育研究所、1978年11月25日、250頁。doi:10.11501/12250020。
31. ↑  金子邦雄 編『秋田魁年鑑 昭和54年版』秋田魁新報社、1978年10月25日、461頁。doi:10.11501/9570780。000001581347。
32. ↑  『全国学校総覧 昭和55年版』東京教育研究所、1979年11月15日、251頁。doi:10.11501/12251261。
33. ↑  金子邦雄 編『秋田魁年鑑 昭和55年版』秋田魁新報社、1979年10月25日、467頁。doi:10.11501/9538897。000001581348。
34. ↑  文化研究社編集部 編『全国学校総覧 昭和56年版』文化研究社、251頁。doi:10.11501/12242279。
35. ↑  『全国学校総覧 昭和57年版』東京教育研究所、1981年11月20日、252頁。doi:10.11501/12245750。
36. ↑  金子邦雄 編『秋田魁年鑑 昭和57年版』秋田魁新報社、1981年10月29日、527頁。doi:10.11501/9538719。000001544332。
37. ↑  『全国学校総覧 昭和58年版』東京教育研究所、1982年11月20日、257頁。doi:10.11501/12248946。
38. ↑  金子邦雄 編『秋田魁年鑑 昭和58年版』秋田魁新報社、1982年10月20日、502頁。doi:10.11501/9570824。000001594367。
39. ↑  『全国学校総覧 昭和59年版』東京教育研究所、1983年10月25日、261頁。doi:10.11501/12245198。ISBN 4-562-01411-3。
40. ↑  金子邦雄 編『秋田魁年鑑 昭和59年版』秋田魁新報社、1983年10月20日、530頁。doi:10.11501/9571083。000001671994。
41. ↑  文化研究社編集部 編『全国学校総覧 昭和60年版』文化研究社、1984年11月15日、262頁。doi:10.11501/12245199。
42. ↑  金子邦雄 編『秋田魁年鑑 昭和60年版』秋田魁新報社、1984年10月20日、514頁。doi:10.11501/9539589。000001726798。
43. ↑  金子邦雄 編『秋田魁年鑑 昭和61年版』秋田魁新報社、1985年10月20日、487頁。doi:10.11501/9539931。000001787951。
44. ↑  “学校基本調査の結果報告書”. 美の国あきたネット (2024年8月30日). 2024年10月30日閲覧。
45. ↑  “平成15年度学校統計一覧”.   秋田県教育委員会. p. 68. 2024年10月29日閲覧。
46. ↑  “平成16年度学校統計一覧”.   秋田県教育委員会. p. 62. 2024年10月29日閲覧。
47. ↑  “平成17年度「学校統計一覧」｜美の国秋田ネット”.   秋田県. p. 61. 2024年10月31日閲覧。
48. ↑  “平成18年度学校統計一覧｜美の国秋田ネット”.   秋田県. p. 61. 2024年10月31日閲覧。
49. ↑  “平成19年度 学校統計一覧｜美の国秋田ネット”.   秋田県. p. 63. 2024年10月31日閲覧。
50. ↑  “平成20年度 学校統計一覧｜美の国秋田ネット”.   秋田県. p. 38. 2024年10月31日閲覧。
51. ↑  “平成21年度「由利本荘市の教育」参考資料《児童生徒園児数》”.   由利本荘市. 2024年10月31日閲覧。
52. ↑  “平成22年度「由利本荘市の教育」参考資料《児童生徒園児数》”.   由利本荘市. 2024年10月31日閲覧。
53. ↑  “平成25年度「由利本荘市の教育」参考資料《児童生徒園児数》”.   由利本荘市. 2024年10月31日閲覧。
54. ↑  “平成24年度「由利本荘市の教育」参考資料《児童生徒園児数》”.   由利本荘市. 2024年10月31日閲覧。
55. ↑  “平成25年度「由利本荘市の教育」参考資料《児童生徒園児数》”.   由利本荘市. 2024年10月31日閲覧。
56. ↑  “平成26年度「由利本荘市の教育」参考資料《児童生徒園児数》”.   由利本荘市. 2024年10月31日閲覧。
57. ↑  “平成27年度「由利本荘市の教育」参考資料《児童生徒園児数》”.   由利本荘市. 2024年10月31日閲覧。
58. ↑  “平成28年度「由利本荘市の教育」参考資料《児童生徒園児数》”.   由利本荘市. 2024年10月31日閲覧。
59. ↑  “平成29年度「由利本荘市の教育」参考資料《児童生徒園児数》”.   由利本荘市. 2024年10月31日閲覧。
60. ↑  “平成30年度「由利本荘市の教育」参考資料【児童・生徒数】”.   由利本荘市. 2024年10月31日閲覧。
61. ↑  “平成31年度「由利本荘市の教育」参考資料【児童・生徒数】”.   由利本荘市. 2024年10月31日閲覧。
62. ↑  “令和2年度「由利本荘市の教育」参考資料【児童・生徒数】”.   由利本荘市. 2024年10月31日閲覧。
63. ↑  “令和3年度「由利本荘市の教育」参考資料【児童・生徒数】”.   由利本荘市. p. 64. 2024年10月31日閲覧。
64. ↑  “令和4年度「由利本荘市の教育」参考資料【児童・生徒数】”.   由利本荘市. p. 64. 2024年10月31日閲覧。
65. ↑  “令和5年度「由利本荘市の教育」参考資料【児童・生徒数】”.   由利本荘市. p. 71. 2024年10月31日閲覧。
66. ↑  “令和6年度由利本荘市の教育”.   由利本荘市. p. 68. 2024年7月22日閲覧。
67. ↑  “令和7年度 由利本荘市の教育”. 2025年5月29日閲覧。